# EMC Motorcycles
EMC Motorcycles, o Ehrlich Motor Co, fou un fabricant de motocicletes britànic amb seu a Isleworth, West London. L'empresa va ser fundada per Joseph Ehrlich, un austríac que s'havia establert al Regne Unit durant la dècada del 1930.
Especialista en la preparació de motors, Joe Ehrlich va fabricar motocicletes de dos temps úniques. EMC va cessar la producció el 1952, però Ehrlich va fer servir el seu coneixement de la tecnologia alemanya per a instal·lar altres motors als models de velocitat de DKW Rennsporte Ladempumpe, els quals va desenvolupar com a motocicletes de competició EMC artesanals. Aquestes motos van guanyar diverses curses durant els següents 25 anys (l'EMC de 125cc, per exemple, va ser considerada una de les més ràpides de la seva cilindrada a començaments de la dècada del 1960). Ehrlich va plegar el 1967 i la companyia va tancar el 1977.

## Història

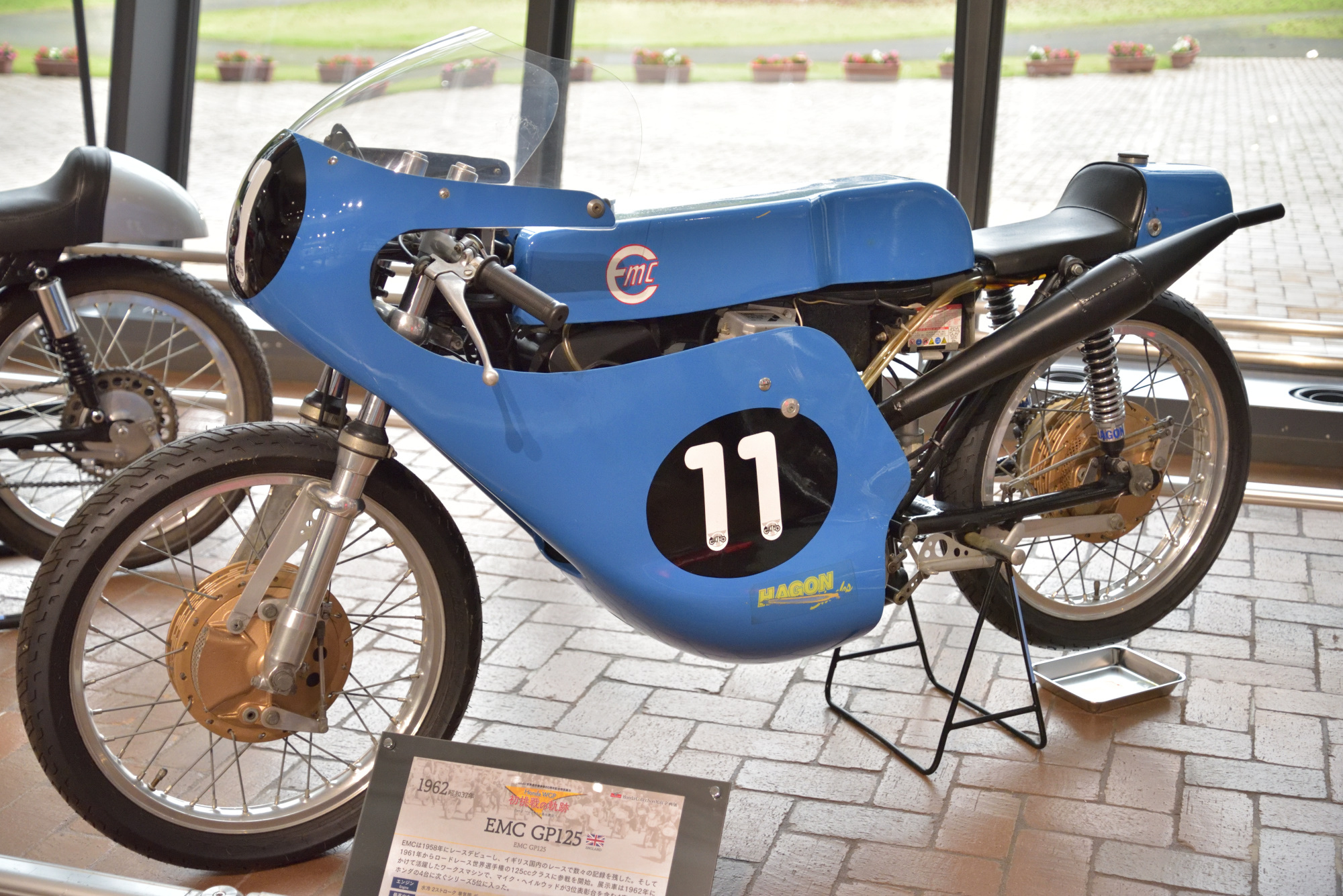
Una EMC GP125 de competició de 1962

El doctor Joseph Ehrlich era un austríac ric i entusiasta de les motocicletes que es va convertir en una autoritat dins el món de les motos de velocitat amb motor de dos temps. Ehrlich es va traslladar al Regne Unit i després de la Segona Guerra Mundial va crear EMC, amb la fàbrica a Isleworth. La producció es va centrar en una motocicleta de 350 cc amb motor de pistó doble basada en enginyeria alemanya, amb dos cilindres i pistons i una cambra de combustió comuna. Un cilindre allotjava els ports d'escapament i l'altre els ports de transferència. EMC també va importar d'Àustria la Puch 125 cc de pistó doble i motor de quatre velocitats, ja que no hi havia res de semblant al mercat britànic en aquells moments.
El doctor Ehrlich va treballar tota la seva vida per a millorar el rendiment dels motors. El 1948 en va construir un de tres cilindres per a motocicleta que es va acabar prohibint als circuits de curses pel fet de ser "massa potent". Alguns dels més destacats pilots de l'època van fer servir motocicletes (i cotxes) EMC de curses, entre ells Phil Read, Paddy Driver, Rex Avery i, sobretot, Mike Hailwood, qui hi va aconseguir el cinquè lloc al mundial de velocitat de 1962 de 125cc i hi va guanyar el Saar Grand Prix aquell mateix any.
Ehrlich va desenvolupar també cotxes de Fórmula 3. Tot i que va plegar d'EMC el 1967, va continuar amb el seu interès per les motos de competició i en va produir unitats artesanals de 250 cc amb motor Rotax durant la dècada del 1980. A partir de 1981, les motocicletes EMC de 250cc van guanyar 4 Junior TT a l'illa de Man i una EMC va ser la primera motocicleta de 250cc a batre el rècord de volta ràpida al circuit a 180 km/h. Ehrlich va crear la seva darrera motocicleta de competició el 1995, a més de 80 anys d'edat.
L'experiència d'Ehrlich amb els primers dissenys de motors de dos temps el va portar a treballar en l'Environmental Engine ("motor ambiental"), amb una compressió i cilindrada variables per tal de millorar-ne les emissions i el consum de combustible. Josef Ehrlich es va morir el setembre del 2003, a 89 anys, sense haver pogut veure desenvolupats comercialment aquests visionaris dissenys.

## Models

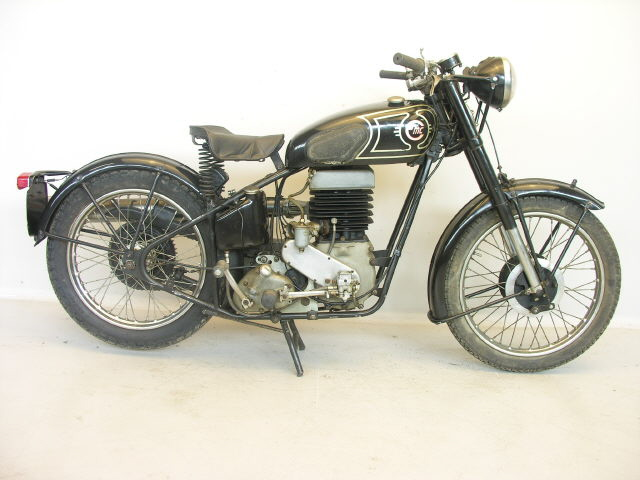
Una EMC Twin de 1950

| Model       | Any  | Notes                              |
| ----------- | ---- | ---------------------------------- |
| EMC 350 cc  | 1948 | Motor de pistó doble               |
| EMC Model T | 1953 | Motor JAP                          |
| EMC 125 cc  | 1963 | Bicilíndrica refrigerada per aigua |